# 오가키에촌
오가키에촌(小垣江村)은 아이치현 헤키카이군에 설치되었던 촌이다. 현재의 가리야시 남부에 해당한다.